# لودفيغ غوتمان
السير لودفيغ جوتمان (3 يوليو 1899 - 18 مارس 1980) هو طبيب أعصاب ألماني بريطاني أسس ألعاب ستوك ماندفيل، الحدث الرياضي للأشخاص ذوي الإعاقة (PWD) الذي تطور في إنجلترا إلى الألعاب البارالمبية. كان جوتمان طبيبًا يهوديًا فر من ألمانيا النازية قبل بداية الحرب العالمية الثانية، وكان أحد الآباء المؤسسين للأنشطة البدنية المنظمة للأشخاص ذوي الإعاقة.

## وقت مبكر من الحياة
وُلِد لودفيغ جوتمان في 3 يوليو 1899 لعائلة يهودية ألمانية، في بلدة توست، سيليزيا العليا، في الإمبراطورية الألمانية السابقة (توسزيك حاليًا في جنوب بولندا)، وهو ابن دوروثي (ني وايسنبيرج) وبرنارد جوتمان، وهو مُقطِّر. عندما كان جوتمان في الثالثة من عمره، انتقلت العائلة إلى مدينة خوجوف في سيليزيا.
في عام 1917، أثناء تطوعه في مستشفى الحوادث في كونيغشوت، التقى بأول مريض مصاب بالشلل النصفي، وهو عامل منجم فحم مصاب بكسر في العمود الفقري والذي توفي لاحقًا بسبب الإنتان. في نفس العام، حصل جوتمان على شهادة الثانوية العامة في المدرسة الثانوية الإنسانية في كونيغشوت قبل استدعائه للخدمة العسكرية.
بدأ جوتمان دراسته الطبية في أبريل 1918 في جامعة فروتسواف. انتقل إلى جامعة فرايبورغ في عام 1919 وحصل على درجة الدكتوراه في الطب في عام 1924.

## الهروب إلى بريطانيا
بحلول عام 1933، كان جوتمان يعمل في مدينة بريسلاو (فروتسواف حاليًا، بولندا) كجراح أعصاب ويلقي محاضرات في الجامعة. وتعلم من رائد جراحة الأعصاب، أوتفريد فورستر، في معهده البحثي. على الرغم من نجاحه في العمل كمساعد أول لفورستر، تم طرد جوتمان من منصبه الجامعي ووظيفته في عام 1933 بموجب قوانين نورمبرج، وتم تغيير لقبه إلى Krankenbehandler (الشخص الذي يعالج المرضى). مع وصول النازيين إلى السلطة، مُنع اليهود من ممارسة الطب بشكل احترافي؛ وتم تعيين جوتمان للعمل في مستشفى بريسلاو اليهودي، حيث أصبح المدير الطبي في عام 1937. في أعقاب الهجمات العنيفة على اليهود وممتلكاتهم خلال ليلة البلور في 9 في نوفمبر 1938، أمر جوتمان موظفيه بقبول أي مريض دون سؤال. وفي اليوم التالي، برر قراره على أساس كل حالة على حدة مع الجستابو. من بين 64 حالة قبول، تم إنقاذ 60 مريضًا من الاعتقال والترحيل إلى معسكرات الاعتقال.
في أوائل عام 1939، غادر جوتمان وعائلته ألمانيا بسبب الاضطهاد النازي لليهود. وقد جاءت فرصة الهروب عندما قدم له النازيون تأشيرة دخول وأمروه بالسفر إلى البرتغال لعلاج صديق الدكتاتور البرتغالي أنطونيو دي أوليفيرا سالازار. وكان من المقرر أن يعود جوتمان إلى ألمانيا عبر لندن، إلا أن مجلس مساعدة الأكاديميين اللاجئين (CARA) رتب له البقاء في المملكة المتحدة. وصل إلى أكسفورد بإنجلترا في 14 مارس 1939 مع زوجته، إلسي صموئيل جوتمان، وطفليهما: الابن دينيس، والابنة إيفا، البالغة من العمر ست سنوات. تفاوضت CARA مع وزارة الداخلية البريطانية نيابة عنهم، وأعطت جوتمان وعائلته 250 جنيهًا إسترلينيًا (15225) للمساعدة في الاستقرار في أكسفورد.
واصل جوتمان أبحاثه في مجال إصابات العمود الفقري في قسم جراحة الأعصاب في مستشفى رادكليف. خلال الأسابيع القليلة الأولى بعد وصولهم، أقامت العائلة في نزل الماجستير في كلية باليول (مع الأستاذة ساندي ليندسي) حتى انتقلوا إلى منزل صغير شبه منفصل في طريق لونسديل. وقد عرضت مديرة مدرسة Greycotes على كلا الطفلين أماكن مجانية. كانت العائلة أعضاء في المجتمع اليهودي في أكسفورد، وتتذكر إيفا أنها أصبحت صديقة لميريام مارغوليس، وهي الآن ممثلة مشهورة. كان المجتمع اليهودي في أكسفورد ينمو بسرعة نتيجة لتدفق الأكاديميين اليهود النازحين من أوروبا.
مع اندلاع الحرب العالمية الثانية، أقام جوتمان وعائلته في منزل اللورد ليندسي، مستشار CARA ورئيس كلية باليول.

## ستوك ماندفيل والألعاب البارالمبية
في سبتمبر 1943، طلبت الحكومة البريطانية من جوتمان إنشاء المركز الوطني لإصابات العمود الفقري في مستشفى ستوك مانديفيلي في باكينجهامشير. جاءت هذه المبادرة من سلاح الجو الملكي لتحسين علاج وإعادة تأهيل الطيارين الذين يعانون من إصابات في العمود الفقري، "والذين غالبًا ما تحطمت طائراتهم أثناء الاقتراب وتضررت قاذفاتهم". عندما افتتح المركز في 1 في فبراير 1944، تم إنشاء أول وحدة متخصصة في المملكة المتحدة لعلاج إصابات العمود الفقري، وتم تعيين جوتمان مديراً لها (وهو المنصب الذي شغله حتى عام 1966). كان يعتقد أن الرياضة كانت وسيلة علاجية مهمة لإعادة تأهيل العسكريين المصابين، ومساعدتهم على بناء القوة البدنية واحترام الذات.
أصبح جوتمان مواطنًا بريطانيًا في عام 1945. قام بتنظيم أول دورة ألعاب ستوك مانديفيلي لقدامى المحاربين المعاقين، والتي أقيمت في المستشفى في 29 يوليو 1948، وهو نفس يوم افتتاح دورة الألعاب الأولمبية في لندن. كان جميع المشاركين يعانون من إصابات في النخاع الشوكي وكانوا يتنافسون على الكراسي المتحركة. وفي محاولة لتشجيع مرضاه على المشاركة في الأحداث الوطنية، استخدم جوتمان مصطلح الألعاب الشللية. وقد أصبحت هذه الألعاب تُعرف باسم " الألعاب البارالمبية "، والتي تطورت لتشمل إعاقات أخرى.

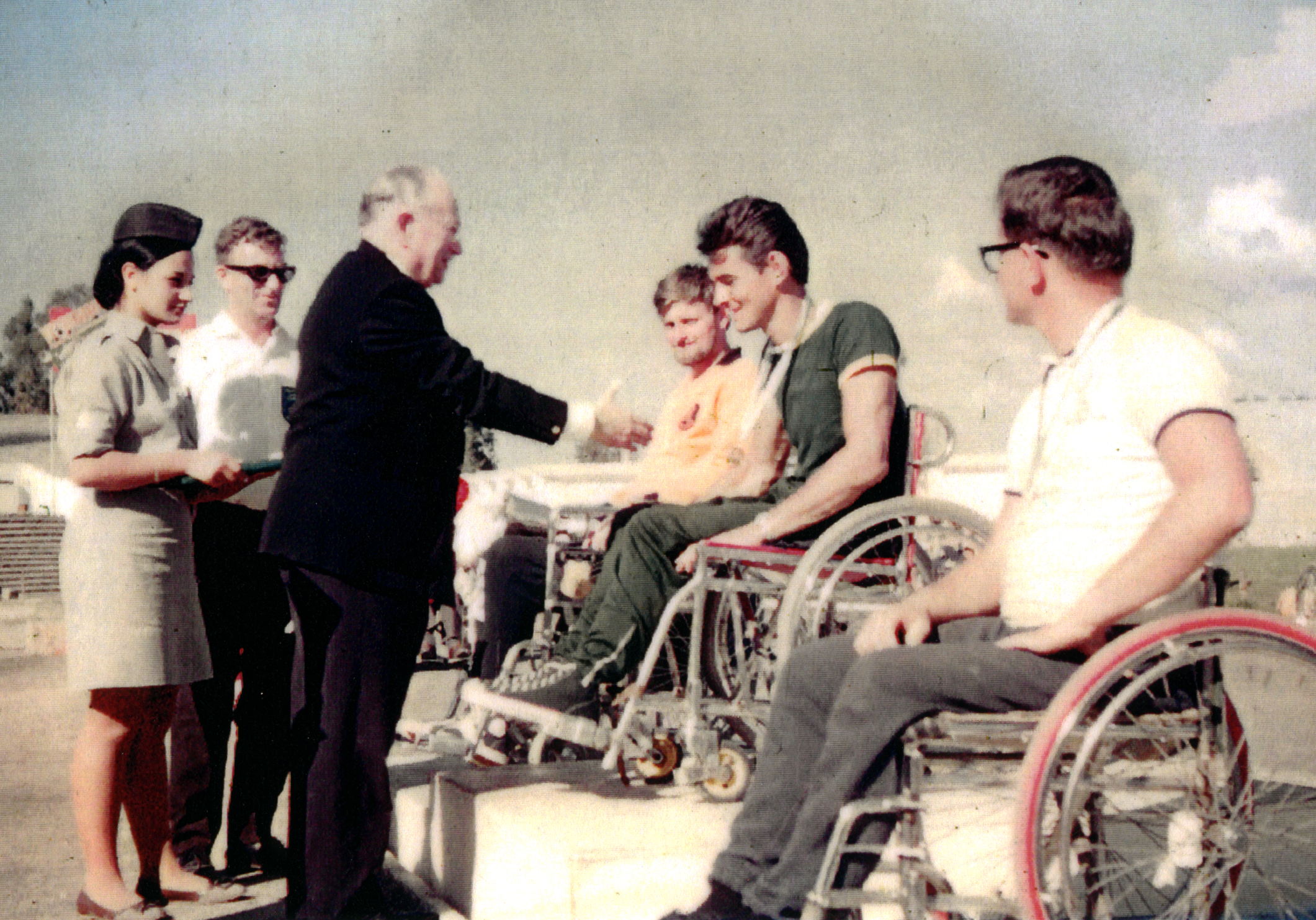
جوتمان يقدم الميدالية الذهبية لتوني ساوث في دورة الألعاب البارالمبية الصيفية عام 1968 في تل أبيب

بحلول عام 1952، كان أكثر من 130 متنافسًا دوليًا قد دخلوا دورة ألعاب ستوك مانديفيلي. ومع استمرار نمو الحدث السنوي، بدأت الروح والجهود التي يبذلها كل المشاركين في إثارة إعجاب منظمي الألعاب الأولمبية وأعضاء المجتمع الدولي. في دورة ألعاب ستوك ماندفيل عام 1956، حصل جوتمان على كأس السير توماس فيرنلي من اللجنة الأولمبية الدولية لإنجازاته المتميزة في خدمة الحركة الأولمبية من خلال القيمة الاجتماعية والإنسانية المستمدة من رياضة الكراسي المتحركة.
تحققت رؤيته للألعاب الدولية، التي تعادل الألعاب الأولمبية نفسها، في عام 1960 عندما أقيمت ألعاب ستوك ماندفيل الدولية بالتزامن مع الألعاب الأولمبية الصيفية الرسمية في روما عام 1960. كانت هذه الألعاب معروفة في ذلك الوقت باسم دورة الألعاب الدولية التاسعة السنوية في ستوك ماندفيل، وتم تنظيمها بدعم من الاتحاد العالمي لقدامى المحاربين (مجموعة عمل دولية معنية بالرياضة من أجل ذوي الإعاقة)، وهي الآن معترف بها كأول دورة ألعاب بارالمبية. (تم تطبيق مصطلح "الألعاب البارالمبية" بأثر رجعي من قبل اللجنة الأولمبية الدولية في عام 1984.)
في عام 1961، أسس جوتمان الجمعية البريطانية للرياضة للأشخاص ذوي الإعاقة، والتي أصبحت فيما بعد تُعرف باسم الاتحاد الإنجليزي للرياضة للأشخاص ذوي الإعاقة.

## الحياة اللاحقة
تم تعيين جوتمان ضابطًا في وسام الإمبراطورية البريطانية (OBE) في احتفالات عيد ميلاد الملك عام 1950، بصفته "جراح أعصاب مسؤول عن مركز إصابات العمود الفقري في مستشفى وزارة المعاشات التقاعدية، ستوك مانديفيلي". في 28 يونيو 1957، تم تعيينه ضابطًا مشاركًا في رهبنة القديس يوحنا الموقرة.
تمت ترقيته إلى رتبة قائد وسام الإمبراطورية البريطانية (CBE) في عام 1960، ومنحته الملكة إليزابيث الثانية لقب فارس في عام 1966.
في عام 1961، أسس جوتمان الجمعية الطبية الدولية للشلل النصفي، والتي تُعرف الآن باسم الجمعية الدولية للحبل الشوكي (ISCoS)؛ وكان الرئيس الافتتاحي للجمعية، وهو المنصب الذي شغله حتى عام 1970. أصبح أول محرر لمجلة Paraplegia (التي تسمى الآن Spinal Cord). تقاعد من العمل السريري في عام 1966 لكنه واصل مشاركته في الرياضة.
أصيب جوتمان بنوبة قلبية في أكتوبر 1979، وتوفي في 18 أكتوبر 1979. مارس 1980 عن عمر يناهز 80 عامًا. تم دفنه في مقبرة بوشي اليهودية خارج لندن.

## إرث

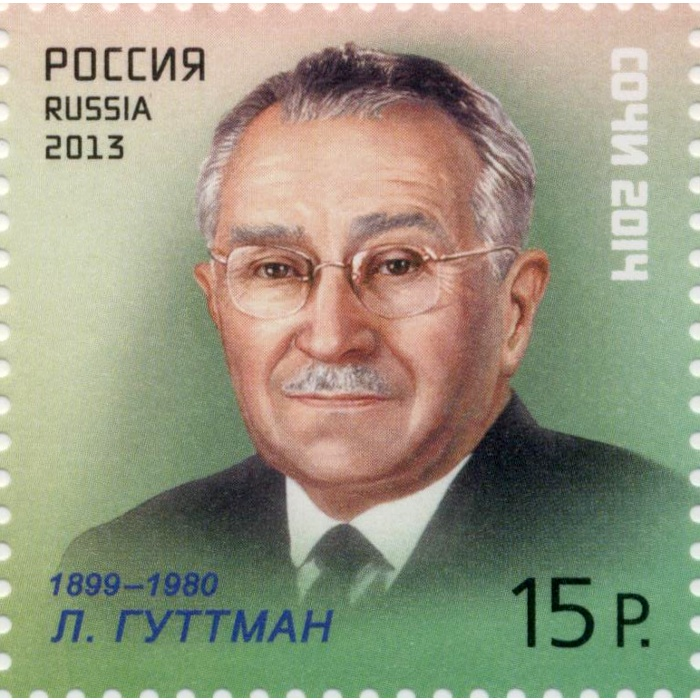
جوتمان على طابع بريدي روسي من عام ٢٠١٣ ضمن سلسلة "أساطير الرياضة"

تم تطوير ملعب ستوك مانديفيلي، المركز الوطني للرياضة لذوي الإعاقة في المملكة المتحدة، من قبله جنبًا إلى جنب مع المستشفى.
في يونيو 2012، تم الكشف عن تمثال برونزي بالحجم الطبيعي لجوتمان في ملعب ستوك ماندفيل كجزء من الاستعدادات لدورة الألعاب البارالمبية الصيفية والألعاب الأولمبية في لندن 2012. بعد الألعاب، تم نقله إلى مقره الدائم في المركز الوطني لإصابات العمود الفقري. تم تعيين ابنة جوتمان، إيفا لوفلر، عمدة لقرية الرياضيين المشاركين في دورة الألعاب البارالمبية بلندن 2012.
في أغسطس 2012، بثت هيئة الإذاعة البريطانية (BBC) فيلم The Best of Men، وهو فيلم تلفزيوني عن عمل جوتمان في ستوك ماندفيل أثناء وبعد الحرب العالمية الثانية. الفيلم، الذي كتبته لوسي جانون، قام ببطولته إيدي مارسان في دور الدكتور جوتمان وروبرت برايدون في دور أحد المرضى المصابين بجروح خطيرة، والذين أعطاهم الطبيب هدفًا في الحياة.
مركز السير لودفيغ جوتمان هو منشأة تابعة لهيئة الخدمات الصحية الوطنية تقدم خدمات الطب العام وجراحة العظام والطب الرياضي والتمارين للمرضى الخارجيين بالإضافة إلى التصوير في موقع القرية الأولمبية لعام 2012.
تم إنشاء محاضرات السير لودفيغ جوتمان من قبل الجمعية الطبية الدولية للشلل النصفي (ISCoS الآن) للاعتراف بعمل جوتمان الرائد ومساهمته مدى الحياة في رعاية الحبل الشوكي.
تُمنح جائزة لودفيغ جوتمان من الجمعية الطبية الألمانية للشلل النصفي "للعمل العلمي الممتاز في مجال البحث السريري حول إصابات الحبل الشوكي".
في 24 أكتوبر 2013، كشفت جمعية اللاجئين اليهود (AJR) عن لوحة تذكارية في المركز الوطني لإصابات العمود الفقري للاحتفال بحياة جوتمان وعمله. بصفته عضوًا فعالًا في AJR، فقد خدم في مجلس الإدارة لأكثر من 25 عامًا.
في عام 2019، تم افتتاح مركز التراث البارالمبي الوطني، وهو متحف صغير يمكن الوصول إليه، في ملعب ستوك ماندفيل احتفالاً بأرض ميلاد الألعاب البارالمبية، ومشاركة مجموعات الحركة البارالمبية المبكرة والدور المركزي الذي لعبه البروفيسور السير لودفيغ جوتمان.

## منشورات مختارة
- 1959. مكانة زميلنا المصاب بالشلل النصفي في المجتمع: دراسة استقصائية أجريت على 2000 مريض. محاضرة تذكارية للسيدة جورجينا بولر.
- 1973. إصابات الحبل الشوكي: الإدارة الشاملة والبحث. بلاكويل ساينس..
- 1973. "الرياضة والترفيه للأشخاص ذوي الإعاقة العقلية والجسدية" في مجلة الجمعية الملكية لتعزيز الصحة. 1973؛ 93(4): 208–21،ببمد: 4276814.
- 1976. كتاب الرياضة للمعاقين. ايلزبري: HM+M.(ردمك 978-0-85602-055-1)رقم ISBN 978-0-85602-055-1.

## روابط خارجية
- موقع الجمعية الدولية للحبل الشوكي (ISCoS)
- قصة مؤسس الألعاب البارالمبية السير لودفيغ جوتمان – بي بي سي نيوز (فيديو)، 24 أغسطس 2012